# …En their medh riki fara…
…En their medh riki fara… (‚… Und glorreich werden sie passieren …‘) ist das erste Studioalbum der deutsch-isländischen Viking-Metal-Band Falkenbach. Der Titel des Albums stammt aus der Edda.

## Entstehung
1995 nahm Vratyas Vakyas die nach seinen Angaben erste offizielle Kassette Laeknishendr (alt-isländisch: „Heilende Hände“) auf und veröffentlichte sie in einer Auflage von 33 Stück; die vorigen Aufnahmen waren nicht zur Weitergabe an ihm unbekannte Personen bestimmt. Seinen Angaben zufolge ging es ihm beim Versand der Kassette an Plattenfirmen nicht hauptsächlich um einen Plattenvertrag, sondern um Rückmeldung zu Musik und Texten. Viele der Plattenfirmen hätten die Kassetten jedoch kopiert oder sogar verkauft, und ihn trotz beigelegten Rückportos betrogen. Daher sah er eine 33er-Auflage als zu hoch an und veröffentlichte die nächste Kassette, Skinn af sverði söl valtiva („Die Sonne scheint auf die Schwerter von Göttern“), in einer Auflage von 9 Stück und gab sie nur an Unterstützer und Freunde weiter, denen er vertraute, dass sie sie nicht tauschen würden. Rückmeldung bekam er laut eigener Angaben von Solistitium Records, No Colours Records, Merciless Records, Massacre Records, Adipocere Records, Morbid Records und Osmose Productions, drei dieser Plattenfirmen sollen Interesse an einem Vertrag mit Falkenbach gehabt haben. Er entschied sich für No Colours Records, weil diese Plattenfirma wahres Interesse am Konzept von Falkenbach gezeigt habe. Nach dem Vertragsabschluss wollten Steffen und Kay von No Colours noch eine Promokassette mit zwei oder drei Liedern, für die Vratyas Vakyas ein Lied von Laeknishendr und den Titel Galdralag wählte. Eine Bezahlung für die Kassette lehnte er ab, er sah sie als Geschenk an Freunde an.
Vratyas Vakyas wählte das Blue House Studio, da dieses gut ausgerüstet war und der Preis ihm angemessen erschien. Vor den Aufnahmen verlangte die Plattenfirma, dass das Studio Vratyas Vakyas eine Kassette mit früheren Aufnahmen zusandte, damit er entscheiden konnte, ob ihm der Klang gefiel oder nicht.
Bei allen Titeln handelte es sich um ältere Lieder. Laeknishendr und Galdralag erschienen bereits auf dem Promo 95 Tape, die übrigens Songs sind auf Skinn av sverdhi sol valtiva zu finden. Heathenpride und …Into the Ardent Awaited Land… waren noch nicht fertiggestellt, als Vratyas Vakyas das erste Mal ins Studio ging. Im Studio verwandte er Keyboards, Synthesizer, Computer (zum Beispiel für die Pauken), elektrische und akustische Gitarren, Panflöte, Oboe und Schlagzeug. Da das Studio kaum Erfahrung mit Metal hatte, fiel es Vratyas Vakyas schwer, zu verdeutlichen, was er wollte, er äußerte jedoch, es gebe nichts, was er bereuen müsse.
…En their medh riki fara… wurde am 29. Juli 1996 via No Colours Records auf CD veröffentlicht. Aufgrund der schlechten Coverqualität wurde für die zweite Version ein anderes Beiheft genommen. Die erste Version ist auf ca. 1500 Veröffentlichungen limitiert und enthält im Beiheft das einzig vorhandene Foto von Vratyas. Das Album erschien zudem noch als Picture-LP mit dem Bonustitel The Heralder (9:05), als Gatefold-LP (beide auf 500 Stück limitiert) sowie auf Kassette (auf 250 bzw. 300 Stück (Wiederveröffentlichung) limitiert).

## Musikstil und Texte
Die Musik greift auf folkloristische mittelalterliche Melodien zurück, die mit der Aggression des modernen Black Metals kombiniert werden, wobei die Band nicht mit der entsprechenden Szene in Verbindung steht. Textlich widmet das Album sich der nordischen Mythologie, die Texte wurden jedoch nicht alle abgedruckt; Vratyas Vakyas begründet dies mit den zahlreichen Fehlern im Text zu Læknishendr auf dem Promo Tape ’95. Für Vratyas selbst ist das Album aufgrund der Varianz von schnellen und langsamen, rauen und epischen Liedern abwechslungsreicher als etwa das spätere Album Ok nefna tysvar ty.

## Titelliste
1. Galdralag – 06:19
2. Heathenpride – 08:42
3. Laeknishendr – 06:17
4. Ultima Thule – 03:23
5. Asum ok alfum naer… – 07:44
6. Winternight – 04:21
7. …Into the Ardent Awaited Land… – 06:00
8. The Heralder – 09:05 (Bonustitel)

## Kritiken
Frank Stöver bezeichnete Falkenbach als die vermutlich vielversprechendste Band, die 1996 ein Debütalbum herausbrachte, und das Album als allem anderen, was als Viking Metal bezeichnet werde, weit überlegen, und neben Einherjers Album (gemeint ist das Debüt Dragons of the North) das beste des Genres. Das Rock-Hard-Magazin nahm das Album in die Liste der „250 Black-Metal-Alben, die man kennen sollte“ auf.